# Thomas Burberry

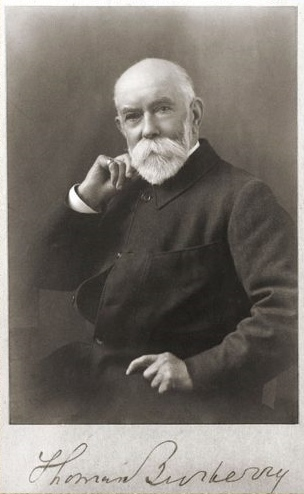
Thomas Burberry

Thomas Burberry (Brockham, 27 augustus 1835 – Hook (Hart), 4 april 1926) was een Britse modeontwerper. Hij is de oprichter van het Britse modehuis Burberry, bekend van het wereldwijd beroemde camelkleurig met zwarte, witte en rode gestreepte patroon. Tevens vond hij aan het einde van de negentiende eeuw de waterdichte stof genaamd ‘gabardine’ uit. Deze weerbestendige stof leende zich perfect voor het natte Britse klimaat. In 1888 kreeg hij een patent op deze stof.